# Канделарія Еррера
Канделарія Лусія Еррера Родрігес (ісп. Candelaria Lucía Herrera Rodríguez; 28 січня 1999, Сан-Хуан) — аргентинська волейболістка, центральний блокуючий. Учасниця Олімпійських ігор у Токіо і чемпіонату світу 2022. Переможниця Панамериканського кубка.

## Із біографії
П'ять років виступала за американські студентські волейбольні команди Університету агрокультури та механіки Флориди у Таллахассі і Університету штату Айова.
У сезоні 2023/2024 стала чемпіонкою Франції й грала у півфіналі Кубка ЄКВ.
По завершенні сезону уклала контракт з клубом «Омаха» з новоствореної Першої волейбольної ліги (США).
У складі національної збірної грала на Олімпійських іграх у Токіо (2021), чемпіонаті світу (2022), Кубку претендентів (2019), Панамериканських іграх (2019) тощо.

## Клуби
| Роки      | Команди                            |
| --------- | ---------------------------------- |
| 2014—2015 | «Універсидад» (Сан-Хосе-де-Хачаль) |
| 2015—2017 | «Вілла Дора» (Санта-Фе)            |
| 2017—2018 | Університет Флориди (Таллахассі)   |
| 2018—2022 | Університет штату Айова (Еймс)     |
| 2020—2021 | «Хімнасія і Есгріма» (Ла-Плата)    |
| 2021—2024 | «Леваллуа Париж Сен-Клу»           |
| 2024—     | «Омаха»                            |

## Досягнення
Кубок претендентів
- Третє місце (1): 2019

Панамериканські ігри
- Третє місце (1): 2019

Панамериканський кубок
- Перше місце (2): 2023, 2024

Клубний чемпіонат Південної Америки
- Третє місце (1): 2016

Кубок Європейської конфедерації волейболу
- Півфінал (1): 2024

Чемпіонат Аргентини
- Перше місце (1): 2016

Чемпіонат Франції
- Перше місце (1): 2024

## Статистика
Статистика виступів на Олімпійських іграх:
| Рік  | Турнір           | Ігри | Сети | Очки | Ср.  | Місце | Примітки |
| ---- | ---------------- | ---- | ---- | ---- | ---- | ----- | -------- |
| 2021 | Олімпійські ігри | 4    | 8    | 13   | 1,63 | 11    |          |